# Pedro Corrêa do Lago
Pedro Corrêa do Lago (Río de Janeiro, 15 de marzo de 1958) es un historiador del arte y conservador que atesora la mayor colección privada de cartas y documentos autógrafos del mundo. Autor de más de 20 libros sobre manuscritos y arte brasileño, fue presidente de la Biblioteca Nacional de Brasil entre 2003 y 2005. En 2002, con su esposa, Bia Corrêa do Lago, fundó la editorial de libros de arte Capivara, especializada en catálogos razonados de artistas en activo en Brasil. Desde 2012 es columnista de la revista mensual Piauí.

## Biografía
Hijo del diplomático brasileño Antonio Corrêa do Lago y nieto del eminente estadista Oswaldo Aranha, buena parte de su infancia transcurrió entre los distintos destinos de Europa y Sudamérica donde trabajó su padre. Tiene un máster en Economía por la Universidad Pontificia Católica de Río de Janeiro y domina cinco idiomas. Entre 1987 y 2003, regentó una librería anticuaria en São Paulo y, entre 1986 y 2012, fue representante de Sotheby’s en esta ciudad. Asimismo, es miembro del consejo de administración de la Bienal de São Paulo desde 1992 y académico de número del Instituto Histórico y Geográfico Brasileño (IHGB) desde 2008. Corrêa do Lago ha comisariado varias exposiciones, incluidas O Olhar Distante [La mirada distante] en la Bienal de São Paulo de 2000; Frans Post en el Museo del Louvre de París en 2005; y L’Empire Brésilien et ses Photographes en el Museo de Orsay en 2005. También fue comisario de Brasiliana Itaú, que desde 2014 forma parte de la exposición permanente del Espaço Olavo Setubal del Instituto Itaú Cultural de São Paulo.

## Coleccionista de manuscritos
Corrêa do Lago empezó a coleccionar manuscritos cuando era adolescente, y a lo largo de los últimos 50 años ha reunido la colección privada de cartas autógrafas y manuscritos más importante del mundo. Esta colección, en la que está basado su libro Cinco siglos en papel de 2003 (publicado en cinco idiomas), se ha ido ampliando hasta convertirse en la más exhaustiva de las seis áreas temáticas elegidas por Corrêa do Lago: arte, literatura, historia, ciencia, música y artes escénicas. A lo largo de 45 años ha reunido decenas de miles de cartas, documentos, fotografías firmadas y todo tipo de notas manuscritas pertenecientes a las cuatro o cinco mil figuras que considera más destacadas en estos ámbitos desde el siglo XVI. Manuscritos ilustres de personalidades como Newton y Einstein, Mozart y Beethoven, Van Gogh y Picasso, Joyce y Proust, Enrique VIII y Gandhi, o Chaplin y Disney forman parte de la colección, 130 de cuyas obras se expusieron por primera vez entre junio y septiembre de 2018 en la Morgan Library & Museum de Nueva York.

## Editorial Capivara
En 2002, Corrêa do Lago y su esposa, Bia, fundaron Capivara, una editorial especializada en arte brasileño. Ha liderado a los equipos que han llevado a cabo la primera investigación sobre los artistas extranjeros más importantes que estuvieron en activo en Brasil antes del siglo XX, incluidos Frans Post y Jean Baptiste Debret. Corrêa do Lago ha redescubierto o reatribuido muchas pinturas destacadas, además de localizar e identificar miles de fotografías históricas y documentos manuscritos significativos, como la primera fotografía de América que tomó Hércules Florence. En 2008, la pareja localizó en las posesiones de una miembro de la realeza de Europa la colección extraviada de fotografías de la princesa Isabel, regente de Brasil que se exilió en 1889, y sacó del anonimato un millar de fotografías en un libro publicado al año siguiente. Corrêa do Lago también editó  Vik Muniz: Catalogue Raisonné, 1987–2015, que reúne la obra completa del artista contemporáneo más conocido de Brasil.

## Biblioteca Nacional de Brasil
A instancias del ministro de Cultura  Gilberto Gil, Corrêa do Lago presidió la Biblioteca Nacional de Brasil entre febrero de 2003 y octubre de 2005. Aunque llegó a reorganizar servicios importantes en el seno de la institución y a fundar una influyente revista ilustrada mensual sobre la historia de Brasil, Revista de Historia da Biblioteca Nacional, su mandato estuvo marcado por la firme oposición de los líderes del sindicato de trabajadores de la biblioteca, algunos de los cuales se vieron privados de prestaciones irregulares otorgadas por administraciones anteriores que Corrêa do Lago revocó.
A mediados de 2005, en el transcurso de los tres meses de huelga de los funcionarios del Ministerio de Cultura de Brasil (que obligó a cerrar la Biblioteca Nacional todo este tiempo), desaparecieron una serie de piezas únicas como fotografías, grabados y dibujos (la mayoría de las cuales se recuperaron posteriormente). El delito lo perpetró una banda que se dedicó a saquear diversas instituciones culturales brasileñas a principios de la década de 2000 y que desde entonces está en la cárcel. Como en la Biblioteca Nacional no había personal, los ladrones sobornaron a los guardias de seguridad y actuaron con total libertad. Sin embargo, estos hechos se desconocían en la época y no salieron a la luz hasta años después. Las especulaciones acerca de las medidas de seguridad de la biblioteca recrudecieron la oposición sindical, lo que llevó a Corrêa do Lago a presentar su dimisión en octubre de 2005.
Los opositores de Corrêa do Lago iniciaron acciones legales relacionadas con el periodo en el que presidió la Biblioteca Nacional, pero finalmente quedó absuelto de todos los cargos. Supervisada por prestigiosos historiadores brasileños que formaban parte del consejo editorial, la revista ilustrada de historia que fundó Corrêa do Lago, la Revista de Historia da Biblioteca Nacional, siguió publicándose otros once años después de su renuncia al cargo para poner la historia de Brasil a disposición de millones de ciudadanos.

## Publicaciones
Gran experto en la iconografía de los periodos colonial e imperial en Brasil, Corrêa do Lago ha escrito 22 libros y catálogos desde 1996. Entre ellos se incluyen los catálogos razonados de Frans Post (2006, con su esposa Bia), Jean Baptiste Debret (2008, con Júlio Bandeira) y Nicolas Antoine Taunay (2009). También ha editado el catálogo razonado de Vik Muniz (2009 y 2015), y ha promovido y ha editado otros catálogos razonados notables, como los de Mauricio Rugendas (2010), A. J. Pallière (2011) y A. Eckhout (2010). Asimismo, ha publicado monografías de fotógrafos (Militão, 2001) y de colecciones que ha ayudado a reunir (Instituto Itaú Cultural, 2009), además de una fotobiografía de su abuelo Oswaldo Aranha que ha recibido el elogio de la crítica (2017).

## Vida privada
Pedro Corrêa do Lago está casado desde 1994 con Maria Beatriz (Bia) Fonseca y tiene dos hijastros. Bia, hija del novelista brasileño Rubem Fonseca, es coautora de cuatro libros con su marido y, entre 2001 y 2016, presentó el popular programa literario de la televisión brasileña ''Umas Palavras''. Actualmente es guionista y, en 2017, coescribió una telenovela para la cadena de televisión Globo  (Tempo de Amar).

## Cultura popular
Al parecer, Corrêa do Lago ha inspirado los personajes de dos novelas de gran éxito: el librero Miguel Solera de Lara de El xangô de Baker Street, de Jô Soares (1995), y Paulo Ferreira da Lagoa de  El códice 632 (2005), del escritor portugués  José Rodrigues dos Santos.